# Bílý šum

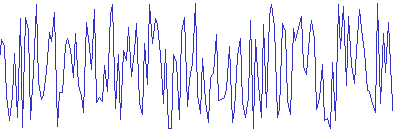
Bílý šum

Bílý šum ( ukázka) je náhodný signál s rovnoměrnou výkonovou spektrální hustotou. Signál má stejný výkon v jakémkoli pásmu shodné šířky. Například pásmo široké 20 Hz mezi 40 a 60 Hz má stejný výkon jako pásmo mezi 4000 a 4020 Hz. Název "bílý šum" vznikl jako analogie s "bílým světlem", které také obsahuje všechny frekvence.
Nekonečný frekvenční rozsah signálu bílého šumu je pouze teoretický. Kdyby byl nenulový výkon na všech frekvencích, celkový výkon takového signálu by byl nekonečný. V praxi je signál „bílý“, pokud má ploché spektrum v definovaném rozsahu frekvencí.

## Využití
Bílý šum má některé specifické vlastnosti, které se prakticky využívají. 
V oboru architektonické akustiky se ve vnitřních prostorách pouští nízká hladina šumu jako podkladový zvuk za účelem omezit rozptylující, nežádoucí zvuky, například hovor.
Bílý šum je používán v některých sirénách pohotovostních vozidel[zdroj?] pro svou schopnost proniknout zvuky prostředí (ruch městské dopravy) a při tom nezpůsobovat ozvěnu; takto je pak snazší určit směr, ze kterého siréna přichází.
V elektronické hudbě je často užíván k napodobení perkusních nástrojů, např. činelů, které mají ve svém spektru silnou šumovou složku.  Bílý šum je zde používán buď přímo, nebo jako vstupní signál pro filtr k vytvoření ostatních typů šumových signálů. 
Při ozvučování koncertů nebo jiných představení je šum užíván k nastavení ekvalizéru . Do PA systému se vyšle krátký impuls růžového šumu, který je monitorován z různých míst. Podle odezvy lze nastavit celkovou ekvalizaci k zajištění vyrovnaného přenosu. Některé systémy mohou toto nastavení provádět automaticky. Podobně je bílý šum používán pro testování přenosové charakteristiky zesilovačů a elektronických filtrů.
Šum je základem některých generátorů náhodných čísel. 
Bílý šum může být použit ke zmatení jedinců před výslechem (brainwashing) nebo také jako součást techniky smyslové deprivace.
Přístroje, které bílý šum produkují, jsou dodávány jako ochrana soukromí při konverzaci, podpora spánku a zamaskování hučení v uších.